# Руднев, Василий Дмитриевич
Василий Дмитриевич Руднев (15 марта 1926, Валуйки, Воронежская губерния — 25 ноября 1996, Славянск, Донецкая область) — Гвардии старший лейтенант Советской Армии, участник Великой Отечественной войны, Герой Советского Союза (1945).

## Биография
Василий Руднев родился 15 марта 1926 года в городе Валуйки (ныне — Белгородская область). Окончил семь классов школы. В феврале 1943 года Руднев был призван на службу в Рабоче-крестьянскую Красную Армию. С августа того же года — на фронтах Великой Отечественной войны.
К августу 1944 года сержант Василий Руднев командовал орудием танка 21-й гвардейской танковой бригады (5-го гвардейского танкового корпуса, 6-й танковой армии, 2-го Украинского фронта). Отличился во время освобождения Румынии. В составе своего экипажа Руднев участвовал в боях за освобождение Бырлада, Бузэу и Фокшан, уничтожив 3 танка, 3 штурмовых орудия и батарею артиллерийских орудий. Прорвавшись в одиночку к мосту через реку Сирет в районе города Текуч, Руднев с товарищами разгромил группу сапёров и оборонял мост, сохранив его от подрыва.
Указом Президиума Верховного Совета СССР от 24 марта 1945 года за «образцовое выполнение боевых заданий командования на фронте борьбы с немецкими захватчиками и проявленные при этом мужество и героизм» гвардии сержант Василий Руднев был удостоен высокого звания Героя Советского Союза с вручением ордена Ленина и медали «Золотая Звезда» за номером 6392.
Участвовал в советско-японской войне. После её окончания продолжал службу в Советской Армии. В 1950 году Руднев окончил танко-технические курсы. В 1954 году в звании старшего лейтенанта он был уволен в запас. Проживал и работал в Славянске. Умер 25 ноября 1996 года, похоронен в селе Адамовка Славянского района Донецкой области Украины.

## Награды

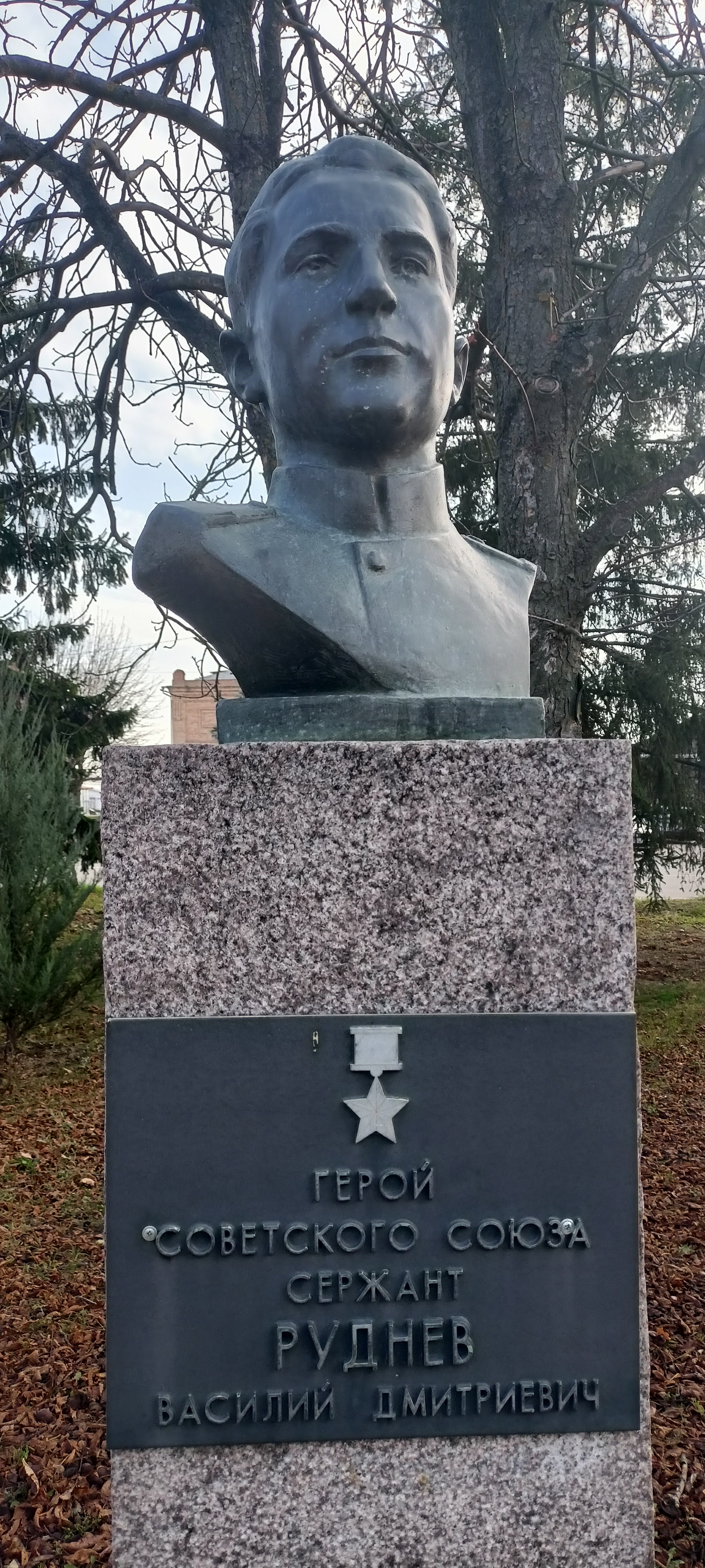

Был также награждён орденом Отечественной войны 1-й степени и рядом медалей.

## Память
В честь Руднева названа школа и установлен бюст в Валуйках.